# Peranakan
Peranakan hoặc Baba Nyonya là hậu duệ của người Trung Hoa từ thế kỷ 15 đến 17 nhập cư ở vùng Nam Dương thuở trước, nay là các nước Malaysia, Singapore và Indonesia.
Nhóm ở Malaysia thì xưng là "Baba Nyonya" nhưng đúng ra "Nyonya" dùng để chỉ riêng đàn bà còn "Baba" là những người đàn ông. Thời xưa, nhóm người này tập trung vào vào các ngành buôn bán, khi nước Anh bắt đầu chiếm thuộc địa ở eo biển Melaka thì dân Baba nonya chiếm địa vị trung gian giữa nhà cầm quyền Anh và dân bản xứ. Vì vậy họ giỏi ngoại ngữ và giao thiệp, con cháu thường thông thạo tiếng Anh, tiếng Hoa và tiếng Mã Lai.
Ngoài ra họ còn có tên là Peranakan, (tiếng Mã Lai), Straits-born Chinese trong tiếng Anh và 土生華人 Tǔshēnghuárén (âm Hán Việt: "Thổ sinh Hoa nhân") theo tiếng Hoa. Nhóm dân này còn có nhiều tên khác gọi theo địa phương cư trú như Tionghoa-Selat hoặc Tionghoa ở Indonesia; Phuket Baba, Phuket Yaya hoặc Baba Yaya ở Thái Lan (tập trung ở đảo Phuket).
Một số ít ở Ấn Độ, Trung Đông và rải rác mọi nơi ở châu Á thì có tên là Chitty, Jawi Pekan và Kristang. Riêng "Kristang" theo đúng nghĩa là "người Bồ Đào Nha Kitô giáo gốc châu Á" vì họ theo tàu thuyền buôn của người Bồ đến các cửa biển lập nghiệp. Nói chung Peranakan là người gốc Hoa đã hòa nhập ít nhiều vào cộng động bản xứ Mã Lai với văn hóa pha trộn từ cách ăn mặc, nhà cửa, ngôn ngữ (tiếng Malay Baba) và sinh hoạt.

## Thuật ngữ
Từ Peranakan ở cả hai tiếng Mã Lai và Indonesia, đều được bắt nguồn từ từ anak: "con" và cũng có nghĩa là "hậu duệ". Peranakan ngụ ý chỉ những tổ tiên thời trước, không có ý chỉ những tổ tiên đó thuộc sắc tộc nào, trừ khi sau hoặc trước nó là một từ thỏa điều kiện đó. Chẳng hạn như Peranakan Tionghoa/Cina (Tionghoa/Cina=con cháu người Trung Quốc), Jawi Peranakan (Jawi=con cháu người Ả-rập), Peranakan Belanda (Belanda=con cháu người Hà Lan)
Các Peranakan đều tự gọi mình là ''Baba-Nyonya". Baba là một từ mượn của tiếng Hindi (gốc Ba Tư), dùng để thể hiện niềm tôn kính đối với những người đàn ông và ông bà của mình. Nyonya (cũng được phát âm như nyonyah hoặc nonya) là một từ vay mượn từ tiếng Bồ Đào Nha donha, dùng để ám chỉ những người phụ nữ đã lập gia đình và cưới chồng với người nước ngoài. Thời trước, người Mã Lai có khuynh hướng dùng từ nyonya để chỉ tất cả các người phụ nữ nước ngoài sống ở Malaysia, nhưng sau đó chỉ dùng đặc biệt cho những phụ nữ Peranakan. Thuật ngữ Baba-Nyonya và Straits-born Chinese ban đầu được định nghĩa là những người sinh ra và sống trong Các khu định cư Eo biển do Anh lập ra (bao gồm Singapore và 2 bang của Malaysia: Penang và Malacca và huyện Manjung ở bang Perak), bao gồm cả những người Malaysia ruột thịt cũng được gọi là Baba-Nyonya khi sống ở đó. Khiến cho các Peranakan sống ngoài vùng đó không được công nhận là Baba-Nyonya. Về sau, cuối cùng cũng thay đổi định nghĩa về Peranakan như đã giải thích ở trên.

## Tổ tiên

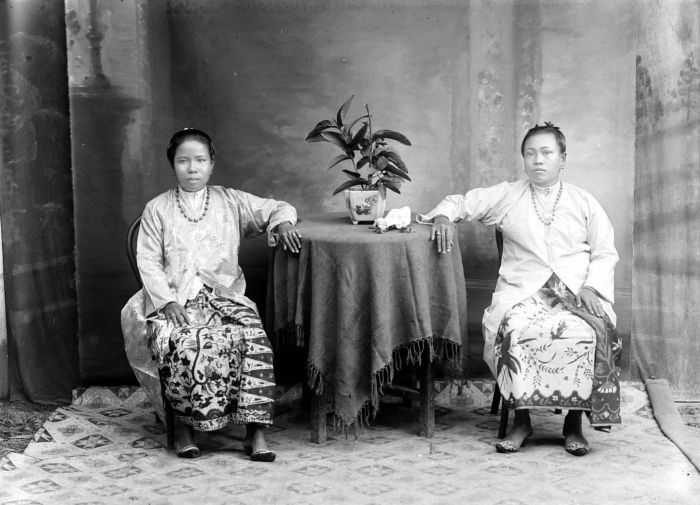
Hai người phụ nữ Peranakan ngồi trong một nhà máy thiếc ở đảo Singket, quần đảo Riau, Indonesia

Nhiều Peranakan có tổ tiên là người Phúc Kiến, mặc dù một số lượng lớn có tổ tiên là người Triều Châu và người Khách Gia, bao gồm cả một số dân tộc thiểu số ở Quảng Đông.
Không chỉ ở Malaysia, Peranakan cũng là một cộng đồng được công nhận ở Trung Quốc. Một số gia đình Peranakan thậm chí còn mua cả cô dâu từ Trung Quốc hoặc là đưa sang Trung Quốc để tìm chồng.

## Ngôn ngữ

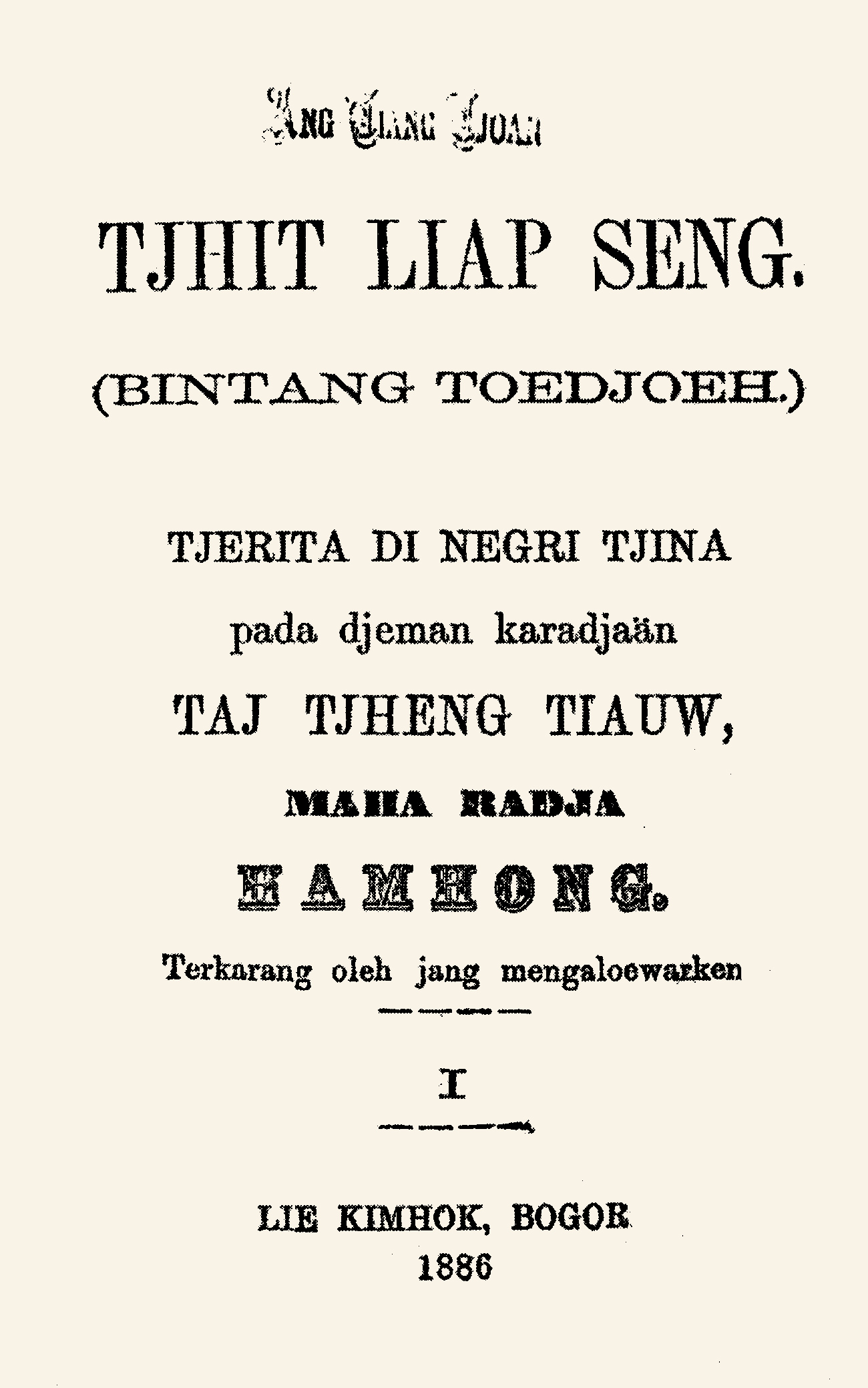
"Tjhit Liap Seng" (1886) được viết bởi Lie Kim Hok được coi là nhà văn người Trung Quốc gốc Makay đầu tiên viết tiểu thuyết tình yêu.

Ngôn ngữ của Peranakan, Baba Malay, là một ngôn ngữ Creole, là sự kết hợp của hai tiếng: tiếng Mã Lai và tiếng Mân. Baba Malay là một ngôn ngữ chết, nó chỉ được sử dụng một cách giới hạn bởi những người thuộc thế hệ Peranakan cũ.
Bây giờ, tiếng Baba Malay thường được sử dụng chủ yếu bởi những người sống ở eo biển Malacca, nhưng họ không thể sử dụng y nguyên mà phải mượn một số từ của tiếng Mã Lai. Giống như vậy, những người ở bang Kelantan, bờ đông bắc của bán đảo Mã Lai cũng có một tiếng Baba Malay "phiên bản tiếng Mân', thậm chí họ còn biết cả tiếng Thái và sáng tạo ra tiếng "Kalantan Malay". Tương tự như vậy, những người ở bang Terengganu sát bên cũng sáng tạo ra tiếng "Terengganu Malay".
Tiếng Baba Malay ở Penang chịu ảnh hưởng của phương ngữ "Hokkien", và ở đó họ gọi tiếng Baba Malay là tiếng Mân Penang.
Tại Indonesia, tiếng Baba Malay là sự kết hợp của tiếng Indonesia, tiếng Java và tiếng Mân. Những người nói tiếng Baba Malay có thể tìm thấy rải rác ở những khu vực như: phía bắc, tây và miền trung của đảo Java. Thậm chí, một bang lớn và sầm uất như Yogyakarta cũng có rất người nói tiếng Baba Malay.
Những thế hệ Peranakan trẻ cũng có thể nói được tiếng Baba Malay, nhưng vẫn còn nhiều giới hạn. Ngày nay, nhiều đứa trẻ Peranakan không quan tâm, thậm chí là không biết về ngôn ngữ truyền thống của mình khiến cho nó chìm vào quên lãng. Do đó đã có sự khác biệt giữa cách dùng ngôn ngữ của chúng, đó là tiếng Baba Malay dần bị thay thế bằng những ngôn ngữ khác như tiếng Quan Thoại và tiếng Anh.

## Lịch sử

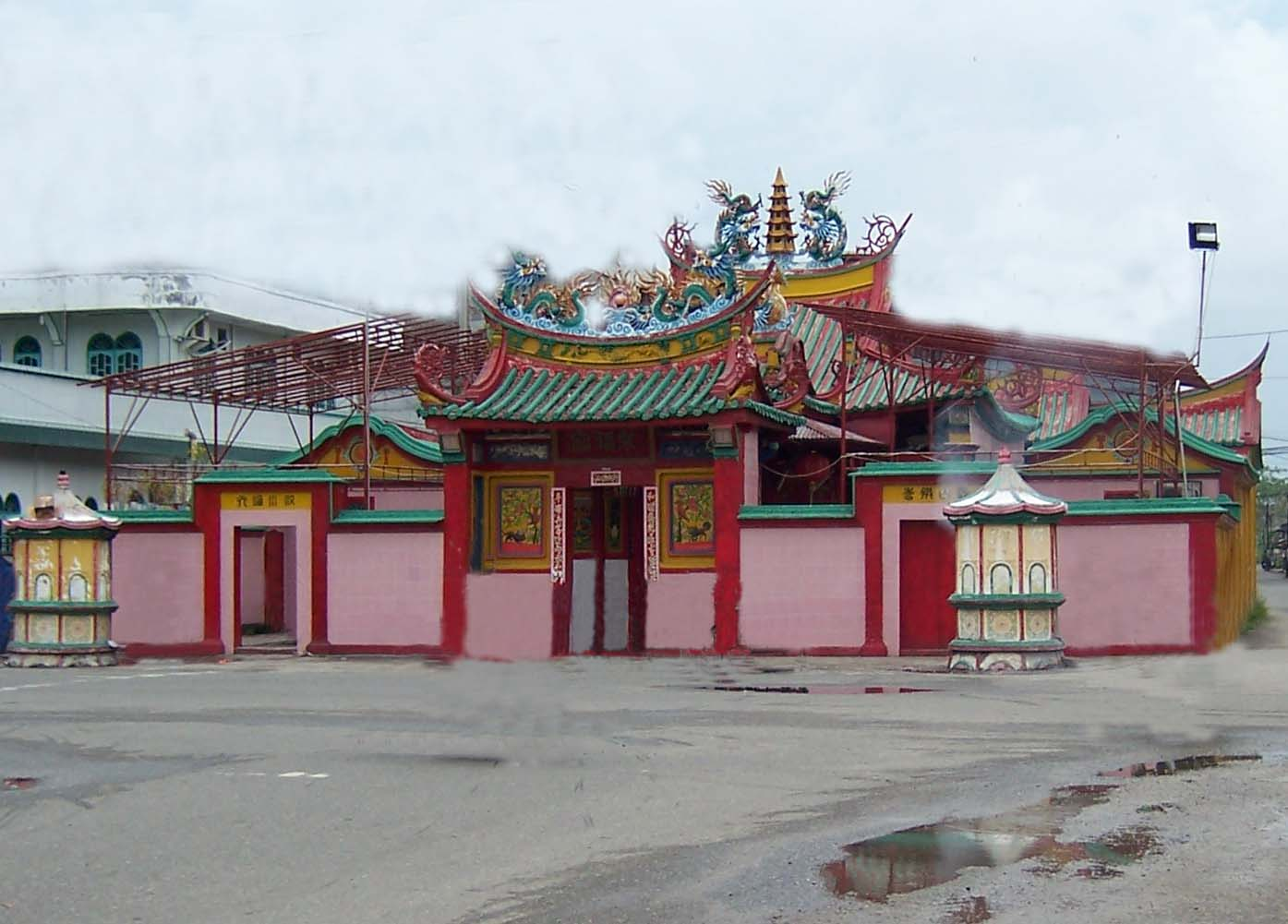
Đây là Hok An Kiong, một chùa Trung Hoa ở Jalan Coklat, Surabaya, Indonesia. Phần lớn cộng đồng người Trung Quốc đã sống sẵn ở Java, ngay trước khi Hà Lan đến.

Những người nhập cư Trung Quốc đầu tiên đến Quần đảo Mã Lai từ tỉnh Quảng Đông và Phúc Kiến vào thế kỉ X TCN. Con số này bắt đầu tăng lên cực nhanh từ thế kỉ XV đến thế kỉ XVII, bởi những người tùy tùng đi theo một công chúa thời nhà Minh đến định cư khiến cho Trung Quốc trở thành một đối tác thương mại quan trọng của Malaysia.
Vào thế kỉ XV, một số thành quốc phải nộp cống cho các vương quốc khác như Trung Quốc và Xiêm. Nhưng mối quan hệ thương mại đã được mở ra vào thời đại Parameswara, đầu thế kỉ XV khi một đô đốc là một tín đồ Hồi Giáo người Trung Quốc tên là Trịnh Hòa, đã ghé thăm Malacca và Java khi đang trên một cuộc thám hiểm của mình (1405-1433). Theo một truyền thuyết, vào năm 1459 TCN, một vị hoàng đế Trung Quốc đã gửi một công chúa tên là Hang Li Po cùng với một số đoàn tùy tùng đi theo công chúa để phục tùng đến Malaysia để tỏ lòng tôn kính đối với Sultan. Ban đầu, họ định cư ở Bukit Cina và về sau họ trở thành những Peranakan.